# رئيس إستونيا

علم الرئيس في البحر

رئيس جمهورية إستونيا (بالإستونية: Eesti Vabariigi President)‏ هو رئيس الدولة في جمهورية إستونيا. الرئيس الحالي هو كيرستي كاليولايد التي جرى انتخابها من قِبل البرلمان في 3 أكتوبر 2016، لتصبح أول امرأة وأصغر شخص على الإطلاق يشغل هذا المنصب.
ودولة استونيا هي جمهورية برلمانية حيث يكون منصب الرئيس منصبًا شرفيًا وليس له سلطة تنفيذية. والرئيس ملزم بتعليق عضويته في أي حزب سياسي خلال فترة ولايته. وبمجرد توليه منصبه تنتهي سلطة وواجبات الرئيس في جميع المكاتب الأخرى المنتخبة أو المعينة تلقائيا. وذلك للعمل بطريقة أكثر استقلالية ونزاهة. ويشغل الرئيس منصبه لمدة خمس سنوات. ويمكن انتخاب أي عدد من المرات ولكن ليس أكثر من مرتين على التوالي.
لا يوجد في إستونيا أي استفتاء على انتخاب رئيس الدولة، ولكن يجري انتخاب الرئيس من قبل البرلمان؛ يجب على المرشح الفوز بأغلبية الثلثين. إذا لم يحصل أي مرشح على دعم الثلثين في البرلمان بعد ثلاث جولات من الاقتراع، تعقد هيئة انتخابية خاصة تضم جميع أعضاء البرلمان وممثلين منتخبين لجميع البلديات (ممثل واحد على الأقل لكل بلدية، ولكن ليس أكثر من 10 ممثلين اعتمادا على عدد المواطنين الذين لديهم حقوق التصويت المقيمين في البلدية). تختار هذه الهيئة بين المرشحين الحاصلين على أكبر نسبة من الأصوات.
تعرضت عملية الاختيار لانتقادات واسعة، حيث تبدو طريقة الانتخابات مربكة، وكذلك قد لا تتوافق مع إرادة الشعب. إن فكرة الانتخابات المباشرة ببساطة لا تحظى بالدعم الكافي في البرلمان، حيث يقول معارضوها إن الانتخابات المباشرة ستعطي الرئيس تفويضا قويا للغاية في ديمقراطية يديرها البرلمان، وبالتالي تتعارض مع سلطات الرئيس المحدودة إلى حد ما. ومن المعروف أن حزب الوسط الإستوني وحزب الشعب المحافظ كانا هما الأطراف الوحيدة التي تدافع علنا عن استخدام الاستفتاء كجزء من عملية الاختيار.

## التاريخ
حاول واضعو الدستور الإستوني الأول تجنب تركيز الكثير من السلطة في أيدي شخص واحد بكل الوسائل الممكنة، متأثرين بذكريات الأباطرة الروس وانتهاكات السلطة. وأدى ذلك في نهاية المطاف إلى إنشاء نظام برلماني فائق. كانت قوة البرلمان غير محدودة عمليا. حتى عام 1934، كان رئيس الدولة يُسمى شيخ الدولة، (riigivanem) يشغل أيضا بحكم القانون،  منصب رئيس مجلس الوزراء - المعروف رسميا باسم «الحكومة.» ومع ذلك، لم يتمكن من لعب دور موازنة في حالة الصراع بين البرلمان والحكومة. كان شيخ الدولة والحكومة يعتمدان بشكل كامل على البرلمان ويمكن إقالتهما في أي وقت. جرى تقسيم الوظائف التي تناط عادة بالرئيس في الأنظمة البرلمانية بين رئيس البرلمان، وشيخ الدولة والحكومة.
جرى تعديل دستور إستونيا في عام 1933، وتأسيس نظام رئاسي قوي. رئيس الدولة، وفقا للدستور الجديد، كان يسمى أيضا شيخ الدولة، ولكن هذه المرة كانت له سلطات تنفيذية واسعة. ومع ذلك، فإنه لم يدخل حيز التنفيذ نتيجة لـ الانقلاب الذاتي الذي قام به قسطنطين باتس في عام 1934. في عام 1938، صدر دستور آخر، وتغير لقب رئيس الدولة إلى «رئيس الجمهورية.» مع منحه سلطة تنفيذية واسعة جدا، على الرغم من أنه كان أقل قوة إلى حد ما من شيخ الدولة في دستور 1933. أصبح قسطنطين باتس أول شخص يحمل هذا اللقب. كان من المقرر أن تستمر فترة ولايته لمدة ست سنوات.

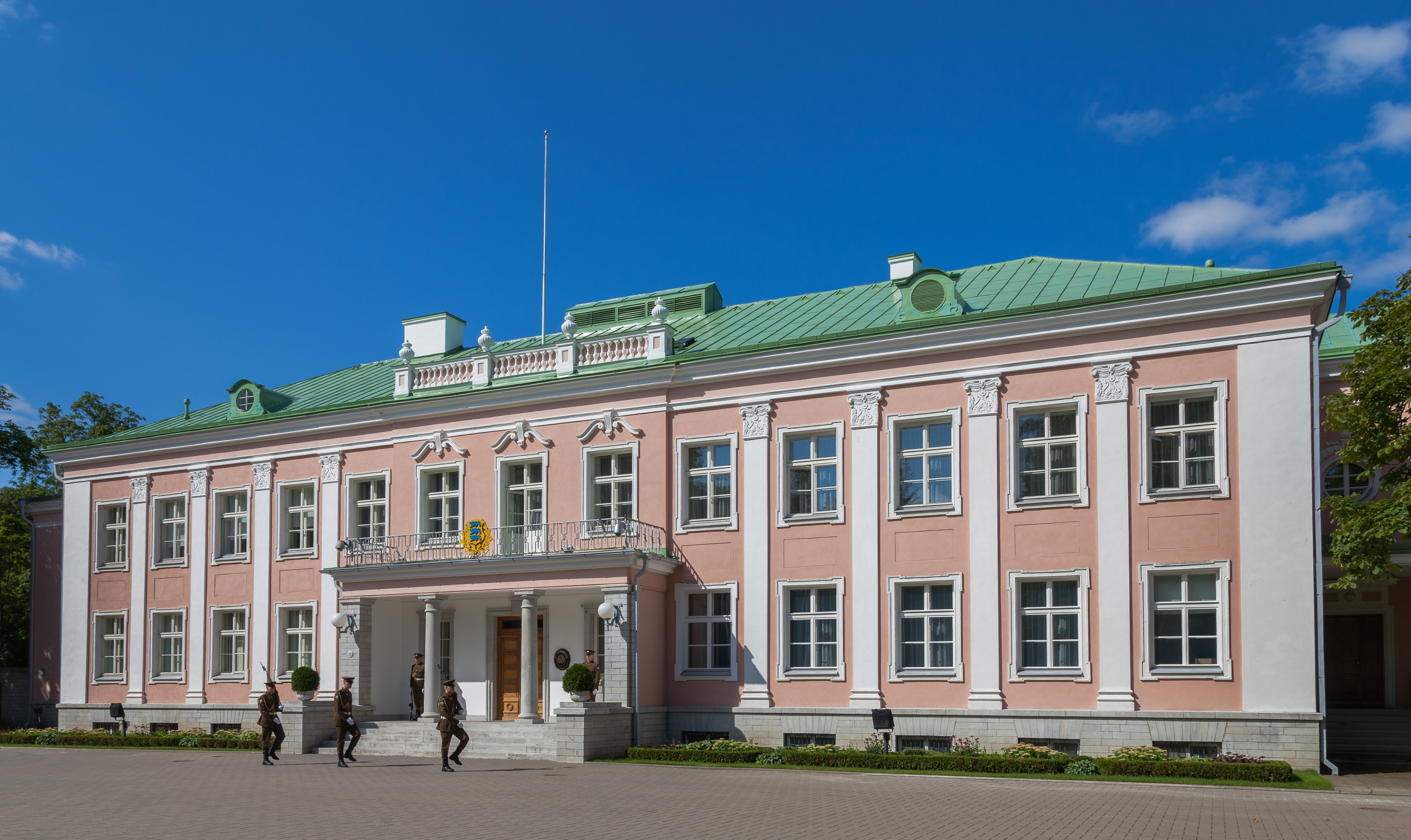
القصر الرئاسي في حديقة Kadriorg

في غضون أيام بعد الاحتلال السوفيتي لإستونيا في عام 1940، اضطر باتس إلى تعيين حكومة دمية يهيمن عليها الشيوعيون برئاسة يوهانس فاريس، بعد وصول المتظاهرين برفقة قوات الجيش الأحمر بعربات مدرعة إلى القصر الرئاسي. في الواقع تم اختيار حكومة فاريس من قبل مسؤول سوفيتي Andrei Zhdanov. وعقب الانتخابات الصورية التي جرت في يوليو، أقيل باتس من منصبه. وفي وقت لاحق في يوليو جرى ترحيل باتس وأسرته إلى أوفا في روسيا.
وفقا لدستور عام 1938، إذا كان الرئيس عاجزا أو كان غير قادر على أداء مهامه، فيتولى رئيس الوزراء مهامه تحت عنوان «رئيس الوزراء في مهام الرئيس.» ووفقا لهذا الحكم، تولى فاريس مهام الرئيس من أجل فرض جزاءات قانونية على الضم الرسمي لإستونيا من قبل الاتحاد السوفيتي في أغسطس. غير أن الدستور ينص على أنه: في أوقات الحرب أو العجز التي تدوم أكثر من ستة أشهر، على انتخاب رئيس بالنيابة من قبل المجلس الانتخابي. اجتمع المجلس الانتخابي في السر في 20 أبريل 1944، وقرر أن تعيين فاريس رئيسا للوزراء في عام 1940 كان ذلك غير قانوني وفقا للدستور عام 1938. انتخب المجلس Jüri Uluots بصفته الرئيس بالنيابة في 21 أبريل. وقام Uluots بتعيين Otto Tief كرئيس للوزراء. اعتقلت القوات السوفيتية تيف لاحقا في سبتمبر.
في سبتمبر 1944، هرب Uluots والأعضاء الباقين على قيد الحياة في حكومة Tief إلى السويد. وقبل يوم من وفاة Uluots في يناير 1945، اختار أغسطس ري ليخلفه في منصب الرئيس بالنيابة. وبعد وفاة ري في عام 1963، انتقل الدور إلى ألكسندر وارما ثم تونيس كينت في عام 1971، ثم إلى هاينريش مارك في عام 1990. وفي أكتوبر 1992، سلم مارك أوراق اعتماده إلى الرئيس المنتخب حديثا للجمهورية المستعادة، لينارت ميري.
بعد استعادة إستونيا استقلالها، اعتمد دستور جديد يستند إلى مزيج من دستوري 1920 و1938. أثناء صياغة الدستور الجديد، كان من المخطط في البداية استخدام اللقب الأقدم والأكثر تقليدية، شيخ الدولة، لرئيس الدولة. ومع ذلك، تم اختيار مسمى الرئيس الأكثر حداثة في نهاية المطاف بعد المشاورات العامة. وقد أجريت 6 انتخابات رئاسية (في الأعوام 1992 و1996 و2001 و2006 و2011 و2021). في الانتخابات الأربعة الأولى فشل البرلمان في اختيار الرئيس وتولت الجمعية الانتخابية القيام بذلك. جرى انتخاب لينارت ميري في عام 1992 (هذه الانتخابات، على عكس الانتخابات اللاحقة، كانت لها جولة عامة) وأعيد انتخابه في عام 1996، وهزم أرنولد روتيل في المرتين، في حين أصبح روتيل نفسه الرئيس التالي في عام 2001. في عام 2006 فاز توماس هندريك إلفيس في الانتخابات، وكان انتخابه من قبل البرلمان في عام 2011. وانتخب كيرستي كاليولايد رئيسا في عام 2016، وانتُخب ألار كاريس في عام 2021.

## الدور الدستوري
رئيس جمهورية استونيا:
- يعمل كأعلى ممثل للدولة في الشؤون الدولية (ويشمل هذا توقيع المعاهدات الدولية التي وافقت عليها الحكومة مبدئيًا). يجوز للرئيس، في ظروف استثنائية، أن يمثل إستونيا في المجلس الأوروبي إذا كان رئيس وزراء إستونيا غائب
- يعين، بناء على اقتراح من الحكومة الممثلين الدبلوماسيين لجمهورية إستونيا لدى الدول الأجنبية والمنظمات الدولية؛ ويتلقى وثائق تفويض الموظفين الدبلوماسيين الأجانب المعتمدين لدى إستونيا
- يعلن إجراء الانتخابات العادية للبرلمان (وعملا بالأحكام ذات الصلة من الدستور، في حالة الانتخابات الاستثنائية، يمكن أن يعلن الرئيس الانتخابات الاستثنائية في أربع حالات: إذا تبين أن البرلمان غير قادر على تمرير قانون ميزانية الدولة السنوية، إذا فشل البرلمان في الحصول على موافقة الأمة على الاستفتاء، إذا فشل البرلمان في انتخاب رئيس الوزراء بعد أن يحصل على الفرصة (في تلك المناسبات الثلاث يكون الإعلان عن انتخابات غير عادية إلزاميًا والرئيس ببساطة بمثابة «أعلى كاتب للعدل» للدولة)، أو إذا كان البرلمان يناقش اقتراحًا بتوجيه اللوم ضد الحكومة، وطلبت الحكومة من الرئيس النظر في الإعلان عن انتخابات غير عادية (في هذه الحالة يجوز للرئيس، ومع ذلك يحق له الرفض إذا وجد أن تنظيم انتخابات غير عادية غير ضروري أو غير معقول لأي سبب من الأسباب)
- يدعو الأعضاء الجدد في البرلمان ويفتح دورته الأولى
- يقترح على رئيس البرلمان عقد دورة استثنائية للمجلس النيابي (في حالة الضرورة)
- إصدار القوانين والتوقيع على صكوك التصديق. يجوز للرئيس رفض إصدار مشروع قانون ليصبح قانونا في غضون 14 يوما بعد استلامه (يتم ذلك في الغالب فقط إذا وجد الرئيس أنه يتعارض مع دستور إستونيا). في هذه الحالة، يعيد الرئيس مشروع القانون إلى البرلمان. عندما يحدث ذلك، يجوز للبرلمان إعادة النظر في مشروع القانون وتعديله وفقا لملاحظات الرئيس، أو إسقاط الأمر، أو تمرير مشروع القانون دون أي تغييرات للمرة الثانية. عندما يأخذ البرلمان الخيار الثالث، قد لا يرفض الرئيس ببساطة التوقيع على مشروع القانون ليصبح قانونا بعد الآن، ولكنه ملزم بإصداره أو، إذا كان لا يزال يعتقد أنه غير دستوري، أن يسأل Riigikohus (المحكمة العليا) للبت في دستوريته. إذا لم تجد المحكمة العليا أي انتهاك للدستور، يجب على الرئيس التوقيع على مشروع القانون ليصبح قانونا.
- يجوز الشروع في تعديل الدستور. حتى الآن جرى استخدام هذا الحق في مناسبتين فقط. حيث اقترح الرئيس لينارت ميري إجراء انتخابات مباشرة للرئيس وإنشاء محكمة دستورية في اليوم الأخير من توليه منصبه. لم يجد هذا الاقتراح الدعم داخل البرلمان. واقترح الرئيس توماس-هندريك إلفيس إزالة ذكر مؤسسة القائد والقائد العام لقوات الدفاع من الدستور، بحيث يمكن تعيينه من قبل الحكومة، وليس من قبل البرلمان. تمت الموافقة أخيرا على التعديل المعني من قبل البرلمان في 13 أبريل 2011 ودخل حيز التنفيذ في 22 يوليو 2011
- يرشح مرشحا لمنصب رئيس الوزراء، بعد إجراء المشاورات المناسبة مع الفصائل البرلمانية. هذا المرشح هو في العادة زعيم ائتلاف برلماني أو أكبر حزب في البرلمان. ثم يمر المرشح من خلال تصويت الموافقة في البرلمان. إذا فشل المرشح الذي رشحه الرئيس في الحصول على موافقة البرلمان أو وجد نفسه غير قادر على تشكيل الحكومة، يجوز للرئيس ترشيح مرشح آخر. إذا فشل المرشح الثاني أيضا في الحصول على موافقة البرلمان أو إذا رفض الرئيس ترشيح مرشح ثان، يتم نقل الحق في ترشيح رئيس الوزراء إلى البرلمان
- بناء على اقتراح من رئيس الوزراء، يعين رسميا أو يقيل أعضاء الحكومة. اقتراح رئيس الوزراء ملزم للرئيس. ولا يجوز للرئيس أن يرفض صراحة تعيين أو إقالة وزير مع اقتراح رئيس الوزراء المعني. دور الرئيس يقتصر تقريبا على التوقيع الرسمي على الوثائق المعنية;
- يرشح رئيس المحكمة العليا ورئيس مجلس إدارة مصرف إستونيا والمراجع العام للحسابات وزير العدل. ويجوز للرئيس، من الناحية النظرية، أن يرشح أي مرشح وفقا لتقديره. ومع ذلك، فإن تقاليد الجمهورية البرلمانية تفترض أن يقوم الرئيس بمشاورات مع الجهات البرلمانية ويقترح فقط المرشح الذي يكون قادرا على تأمين دعم في البرلمان، يجب أن تجري الموافقة من خلال تصويت في البرلمان قبل أن يتمكنوا من تولي مناصبهم;
- بناء على اقتراح من مجلس إدارة بنك استونيا يعين مكتب رئيس بنك استونيا. قد يرفض الرئيس قبول الاقتراح ويطلب مرشحًا آخر (نظريا لعدد غير محدود من المرات).
- بناء على اقتراح من المحكمة العليا، يعين القضاة
- يمنح الأوسمة الحكومية والرتب العسكرية والدبلوماسية
- هو القائد الأعلى لقوات الدفاع الوطني في استونيا. وفي الواقع، عادة ما تعتبر هذه المهمة شرفية؛ وتتبع قوات الدفاع رسميا وزارة الدفاع الحكومية.
- يقدم مقترحات إلى البرلمان لإعلان الأحكام العرفية، لأمر التعبئة والتسريح وإعلان حالة الطوارئ
- يُعلن الأحكام العرفية في حالة الهجوم على إستونيا
- يعمل كرئيس لمجلس دفاع الدولة، وهو هيئة استشارية تتكون من الرئيس ورئيس الوزراء ورئيس البرلمان، ورئيس لجان البرلمان للدفاع عن الدولة والشؤون الخارجية، ووزير الخارجية، ووزير الدفاع، ووزير المالية، ووزير الداخلية، ووزير العدل، وقائد قوات الدفاع في إستونيا
- يجوز له الإفراج أو منح تخفيف عن المجرمين المدانين
- يبدأ توجيه اتهامات جنائية ضد وزير العدل.

## قائمة رؤساء إستونيا (1938 - حتى الآن)
| # | صورة | اسم                | تولى منصبه     | ترك منصبه      | حزب                            | الميلاد والوفاة                                                                              |
| - | --- | ------------------ | -------------- | -------------- | ------------------------------ | -------------------------------------------------------------------------------------------- |
| 1 | | كونستانتين باتس    | 24 أبريل 1938  | 23 يوليو 1940  | الوطن الاتحاد                  | م. 23 فبراير 1874، Tahkuranna و. 18 يناير 1956، Burashevo، كالينين أوبلاست، الاتحاد السوفيتي |
| 1 | 1938 - I الجولة - انتخبه البرلمان والبلدية تعيينه رئيسا لمجلس المرشح الوحيد مع 219 من 238 أصوات (92.0٪).                                                | كونستانتين باتس    |                |                |                                |                                                                                              |
| 2 | | لينارت ميري جورج   | 6 أكتوبر 1992  | 8 أكتوبر 2001  | حزب الائتلاف الوطني برو باتريا | م. 29 مارس 1929، تالين و. 14 مارس 2006 تالين                                                 |
| 2 | 1992 - الجولة الثانية - انتخبه البرلمان مع 59 من 101 صوت (58.4٪) 1996 - الجولة الرابعة - انتخبه البرلمان والبلدية المعينين مع 196 من أصوات 372 (52.7٪). | لينارت ميري جورج   |                |                |                                |                                                                                              |
| 3 | | أرنولد روتيل       | 8 أكتوبر 2001  | 9 أكتوبر 2006  | اتحاد الشعب من استونيا         | م. 10 مايو 1928، Laimjala باريش، مقاطعة Saare                                                |
| 3 | 2001 - الجولة الرابعة - انتخب من قبل المعينين النيابية والبلدية مع 186 أصوات من 366 (50.8%).                                                            | أرنولد روتيل       |                |                |                                |                                                                                              |
| 4 | | توماس هندريك إلفيس | 9 أكتوبر 2006  | حتى الآن       | الحزب الديمقراطي الاجتماعي     | م. 26 ديسمبر 1953، ستوكهولم، السويد                                                          |
| 4 | 2006 - الجولة الخامسة - انتخبه البرلمان والبلدية المعينين مع 174 من 345 صوتا (50.4٪) 2011 - الجولة الأولى - انتخبه البرلمان مع 73 من 101 صوت (72.3٪).   | توماس هندريك إلفيس |                |                |                                |                                                                                              |
| 5 | | كيرستي كاليولايد   | 11 أكتوبر 2016 | 11 أكتوبر 2021 | مستقل                          | م. 30 ديسمبر 1969، تارتو، إستونيا                                                            |
| 5 | 2016 - الجولة السادسة - انتخبه البرلمان وحصل على 81 من 101 صوتا (80.2%).                                                                                | كيرستي كاليولايد   |                |                |                                |                                                                                              |
| 6 | | ألار كاريس         | 11 أكتوبر 2021 |                | مستقل                          | م. 26 مارس 1958، تارتو، إستونيا                                                              |
| 6 | 2021 - الجولة الثانية - انتخبه البرلمان وحصل على 72 من 101 صوتا (71.3%).                                                                                | ألار كاريس         |                |                |                                |                                                                                              |

## وصلات خارجية
- رئيس إستونيا – الموقع الرسمي
- الموقع الإلكتروني للرئيس السابق لينارت ميري